# Baronie (Süßwarenhersteller)

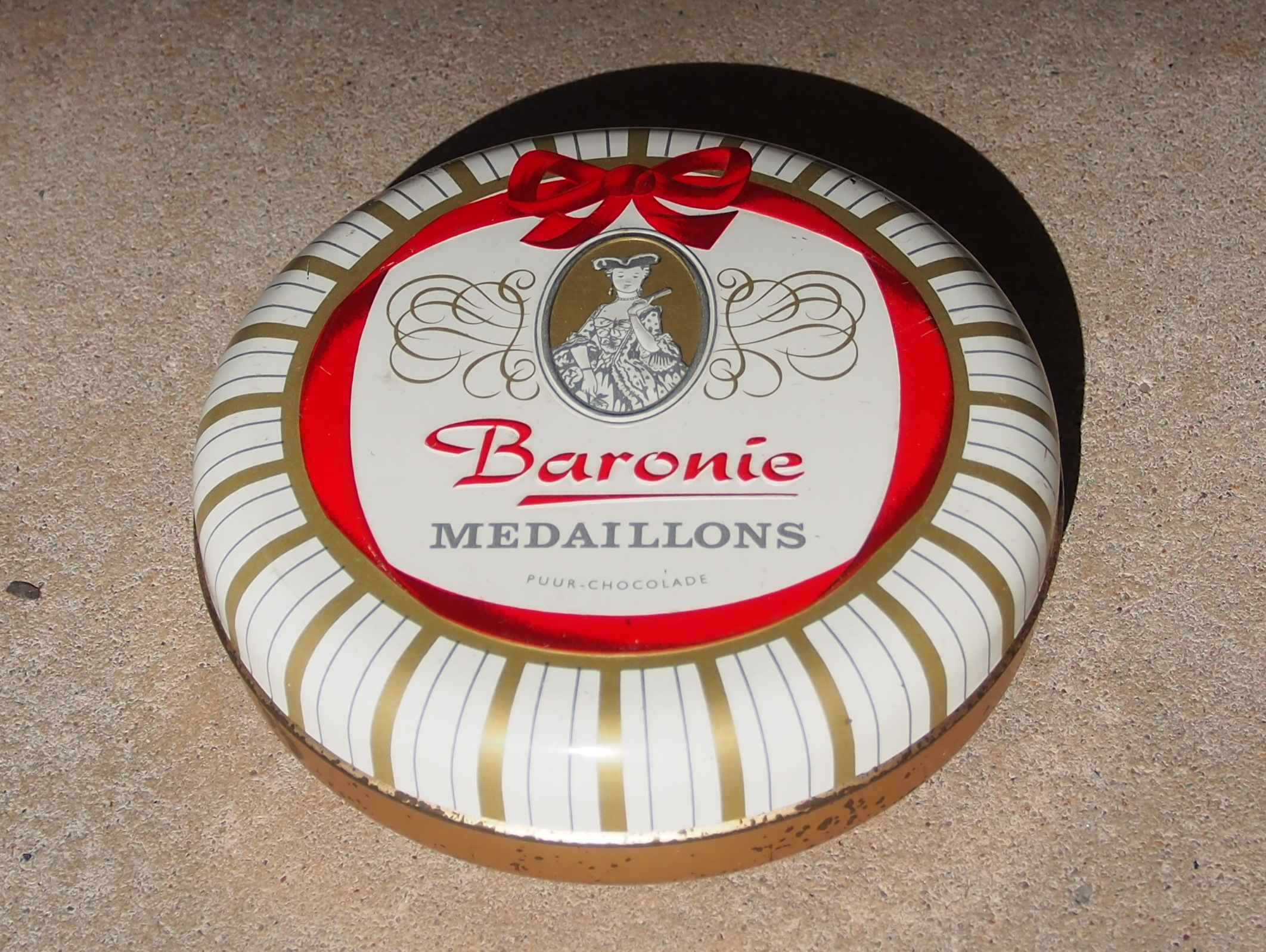
Baronie, Medaillons aus reiner Schokolade

Baronie (entstanden aus den Familiennamen der Gründer: Barents, de Roth und Nieuwenhuis) ist ein 1920 gegründetes belgisches Süßwarenunternehmen, dessen Muttergesellschaft das Unternehmen Sweet Products ist und deren Eigentümer und CEO Fons Walder ist.
Baronie stellt an zehn Standorten verschiedene Schokoladeprodukte her, z. B. Pralinen, Toffees und Saisonprodukte, die sie unter eigenem und Fremdnamen an Discounter in Benelux, Frankreich, Deutschland und Kanada vertreiben.
Die Unternehmensleitung liegt in den Händen von Jean-Marie van Logtestijn und Jozef Slootmans. Der Bruttoumsatz betrug 2009 ca. 41,8 Millionen Euro.

## Geschichte
Im Jahr 1982 übernahm Baronie die Schokoladenfabrik De Heer und führte das Unternehmen als Baronie – De Heer N.V. weiter.
2011 übernahm Baronie / Sweet Products die mit etwa 500 Millionen Euro Umsatz erheblich größere Stollwerck-Gruppe, sowie Chocolat Alprose SA (Schweiz), Chocolat Jaques, Kathy Chocolaterie NV und Van Houten, von der Barry Callebaut AG.
Im Jahr 2014 wurde die belgische Duc d’O übernommen. 2015 wurde in Großbritannien ein Tochterunternehmen gegründet, das im selben Jahr in Corby einen Produktionsstandort von der Firma Ashbury übernahm.